# D I M A
D I M A is een bestuurslaag in het regentschap Nias van de provincie Noord-Sumatra, Indonesië. D I M A telt 927 inwoners (volkstelling 2010).